# Rychwał
Rychwał (deutsch Rychwal, älter auch Richwald, 1943–1945 Reichwald (Wartheland)) ist eine Stadt und Sitz der gleichnamigen Stadt- und Landgemeinde im Powiat Koniński der Wojewodschaft Großpolen in Polen.

## Gemeinde
Zur Stadt- und Landgemeinde gehören neben der Stadt Rychwał weitere 23 Ortsteile mit einem Schulzenamt.
| Biała Panieńska Broniki Czyżew Dąbroszyn (Eichenhagen 1943–1945) Franki Gliny Grabowa Grochowy | Jaroszewice Grodzieckie Jaroszewice Rychwalskie Kuchary Borowe Kuchary Kościelne Lubiny Modlibogowice Rozalin Rybie | Siąszyce Siąszyce Trzecie Święcia (Schwentz 1804–1891, 1939–1945) Wardężyn Wola Rychwalska Złotkowy Zosinki |

## Städtepartnerschaften
- Lieberose (seit 2021)[5]